# Buffalo Trace

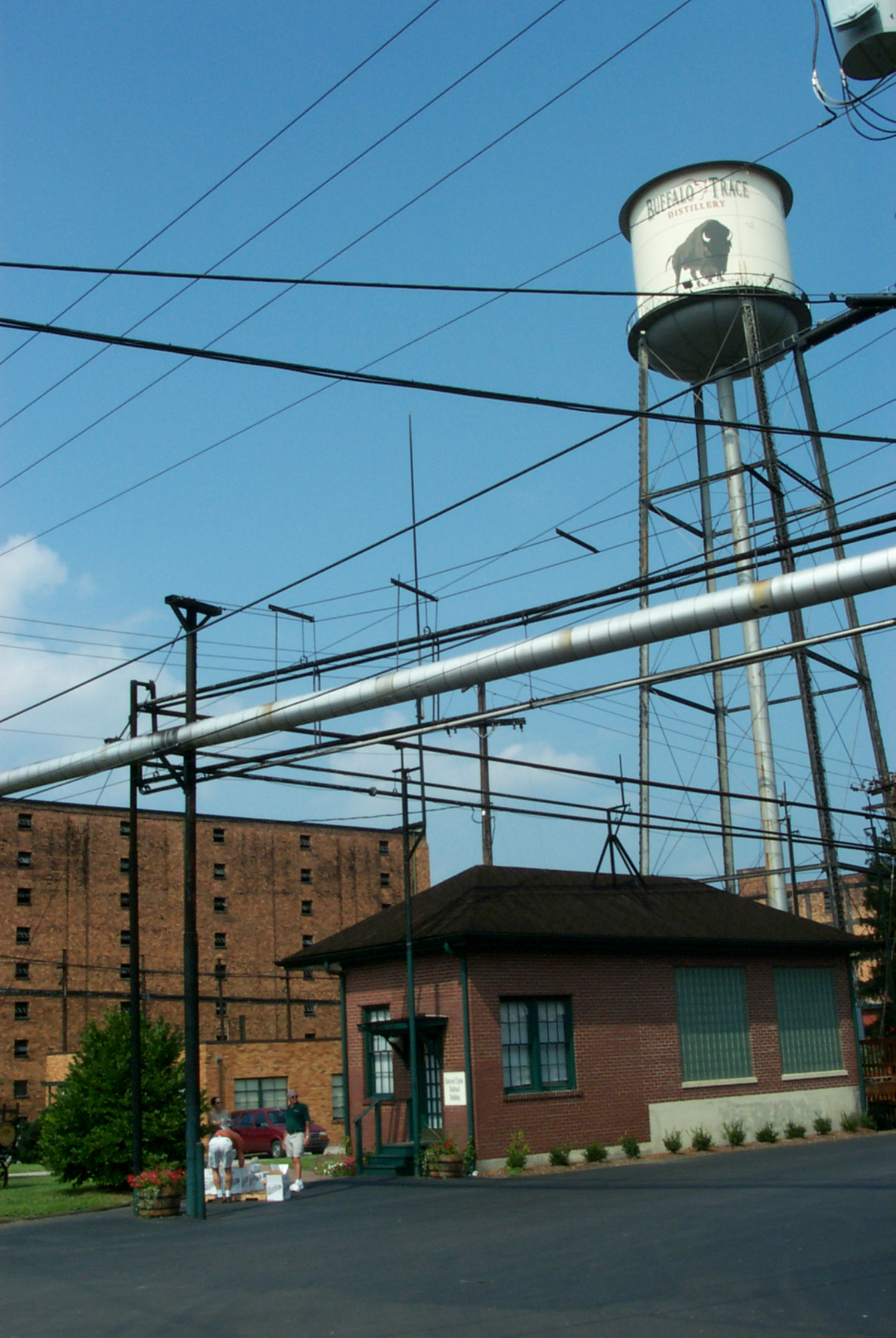
Buffalo-Trace-Firmengelände

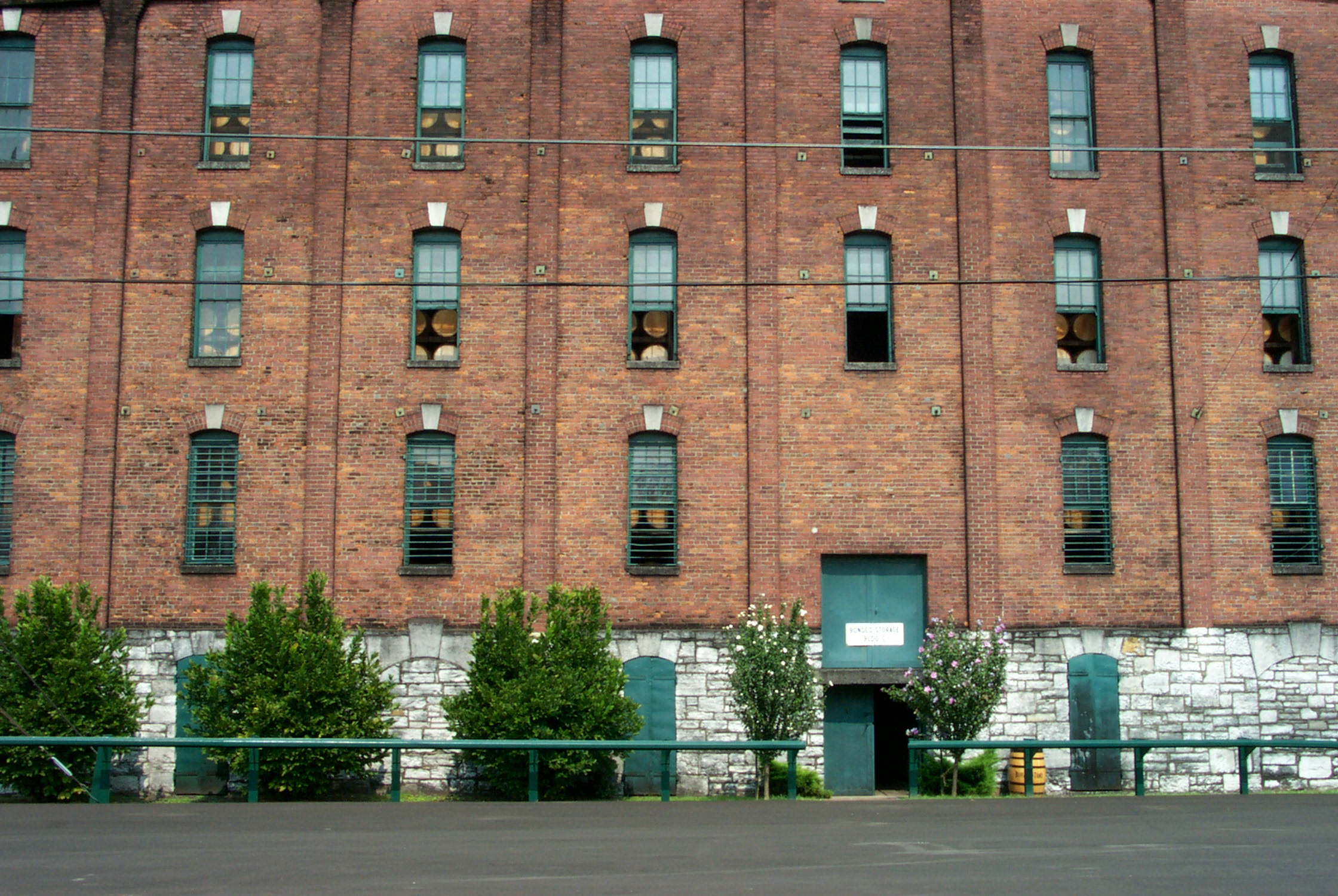
Buffalo-Trace-Lagerhaus

Buffalo Trace (von 1857 bis 1869 O.F.C. Distillery, von 1873 bis 1952 George T. Stagg, von 1952 bis 1969 Blanton’s Distillery, von 1969 bis 1992 Ancient Age) ist eine Whiskey-Destillerie in Frankfort, Kentucky. Sie gehört zur Sazerac Company aus New Orleans. Keine der anderen amerikanischen Destillerien produziert eine solche Bandbreite an Whiskeys wie Buffalo Trace. Die Destillerie produziert vor allem Bourbon Whiskeys, hat aber auch einige der bekanntesten Rye Whiskeys im Angebot.
Buffalo Trace streitet sich mit Maker’s Mark darum, die am längsten kontinuierlich arbeitende Whiskeybrennerei der USA zu sein. Das Unternehmen überstand die Zeit der Prohibition als eine von nur sechs lizenzierten Destillerien, die medizinischen Whiskey für Apotheken herstellen durften. Seit 2013 ist das Firmengelände ein National Historic Landmark.

## Geschichte
Das älteste Gebäude auf dem Firmengelände, das zur Whiskeyproduktion genutzt wird, stammt aus dem Jahr 1792. Buffalo Trace selbst kann eine kontinuierliche Brennereitätigkeit seit 1857 nachweisen. Erster Besitzer war Benjamin Blanton, der die Destillerie bald an Edmund Taylor verkaufte. Taylor nannte die Destillerie O.F.C. (für Old Fire Copper, nach den damals verwendeten Pot Stills aus Kupfer. Taylor renovierte das Gebäude 1873 zusammen mit George T. Stagg, der die Brennerei Ende des 19. Jahrhunderts übernahm und ihr seinen Namen gab.
Von 1929 bis 1983 gehörte die George T. Stagg Distillery zu Schenley, einem Vorläufer von Diageo. In den Krisenjahren des Bourbons seit den 1970ern betrieb Schenley die George T. Stagg Distillery und die Bernheim Distillery in Lexington, Kentucky (heute Teil von Heaven Hill) im Wechsel, so dass die Whiskeys von Schenley je nach Jahreszeit aus verschiedenen Brennereien kommen konnten. 1983 verkaufte Schenley die Brennerei an Ferdie Falk und Robert Baranaskas, die das neue Unternehmen Age International (AI) gründeten und dort unter anderem den Ancient Age (als AA bzw. für die zehnjährige Version AAA von der Ancient Age Distilling Company ab 1869 produziert) produzierten, aber auch nicht-gekennzeichneten Whiskey produzierten, der als Grundstock für Blended Whiskey und die Markenprodukte anderer Hersteller diente.
Buffalo Trace war die erste amerikanische Brennerei, die den Trend zu hochpreisigen Single Malts aus Schottland entdeckte, und begann mit eigenen Produkten das Konzept umzusetzen. Single Malt war zu dieser Zeit vor allem in Japan erfolgreich, so dass sie ihr erstes derartiges Produkt für den japanischen Markt produzierten: Der von Elmer T Lee entwickelte Blanton’s Single Barrel Bourbon war der erste Bourbon Whiskey, der nur je aus einem einzigen Fass im Lagerhaus gewonnen wurde und ein neues Premiumpublikum ansprechen wollte. Blanton’s selbst war ein mittlerer Erfolg, das Konzept aber setzte sich durch, so dass es heute Dutzende von Single Barrel und Small Batch (dt. Kleine Menge)-Whiskeys gibt – unter anderem auch in großer Zahl von Buffalo Trace selber.
1992 verkauften Falk und Baranaskas ihr Unternehmen samt Destillerie an Takara Shuzo aus Japan. Takara Shuzo verkaufte die Brennerei sofort weiter an Sazerac, behielt aber das Eigentum an den Marken und am Unternehmen Age International selbst. Alle Whiskeys von Age International werden weiterhin bei Buffalo Trace produziert.

## Whiskey

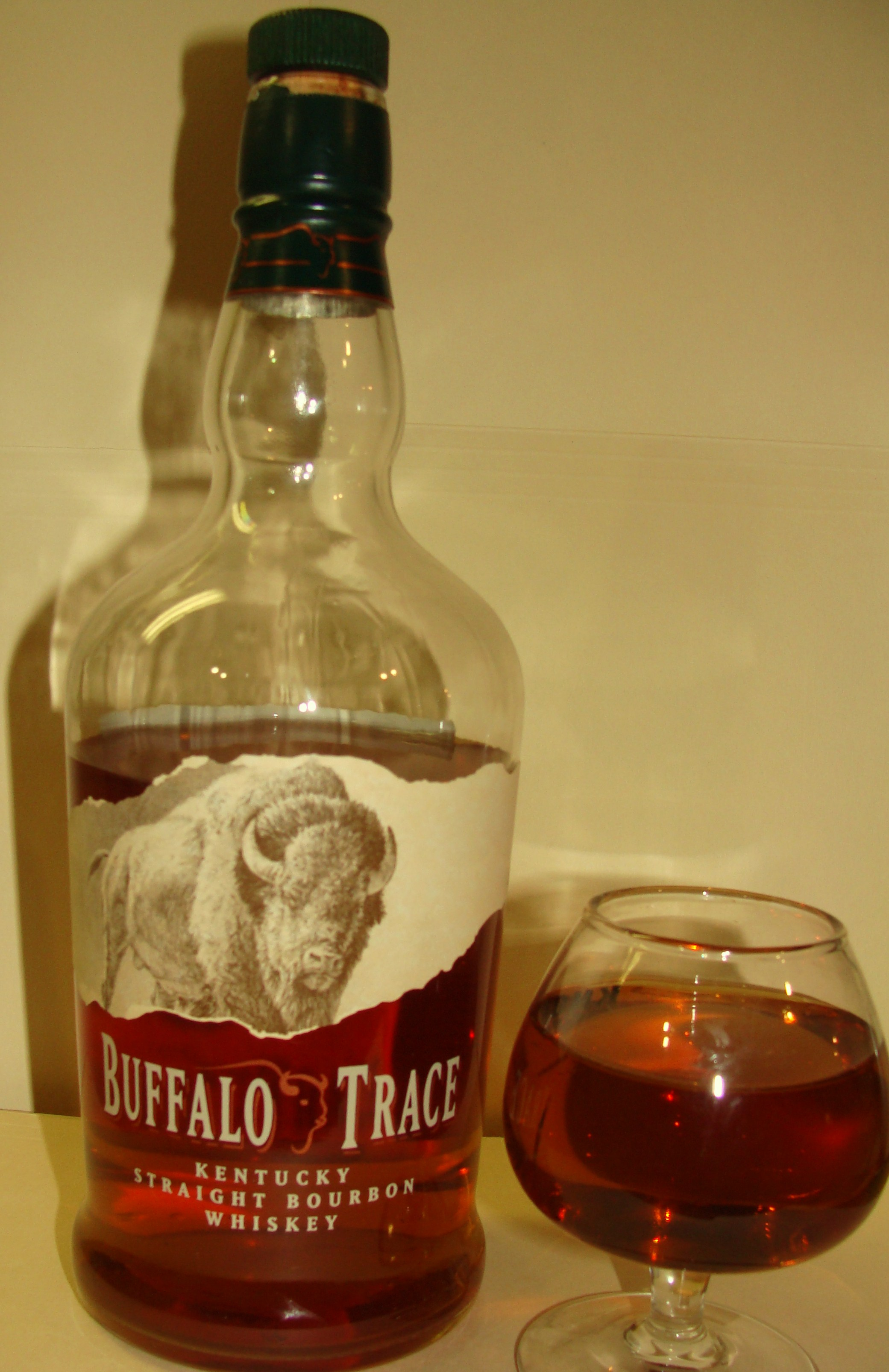
Buffalo Trace
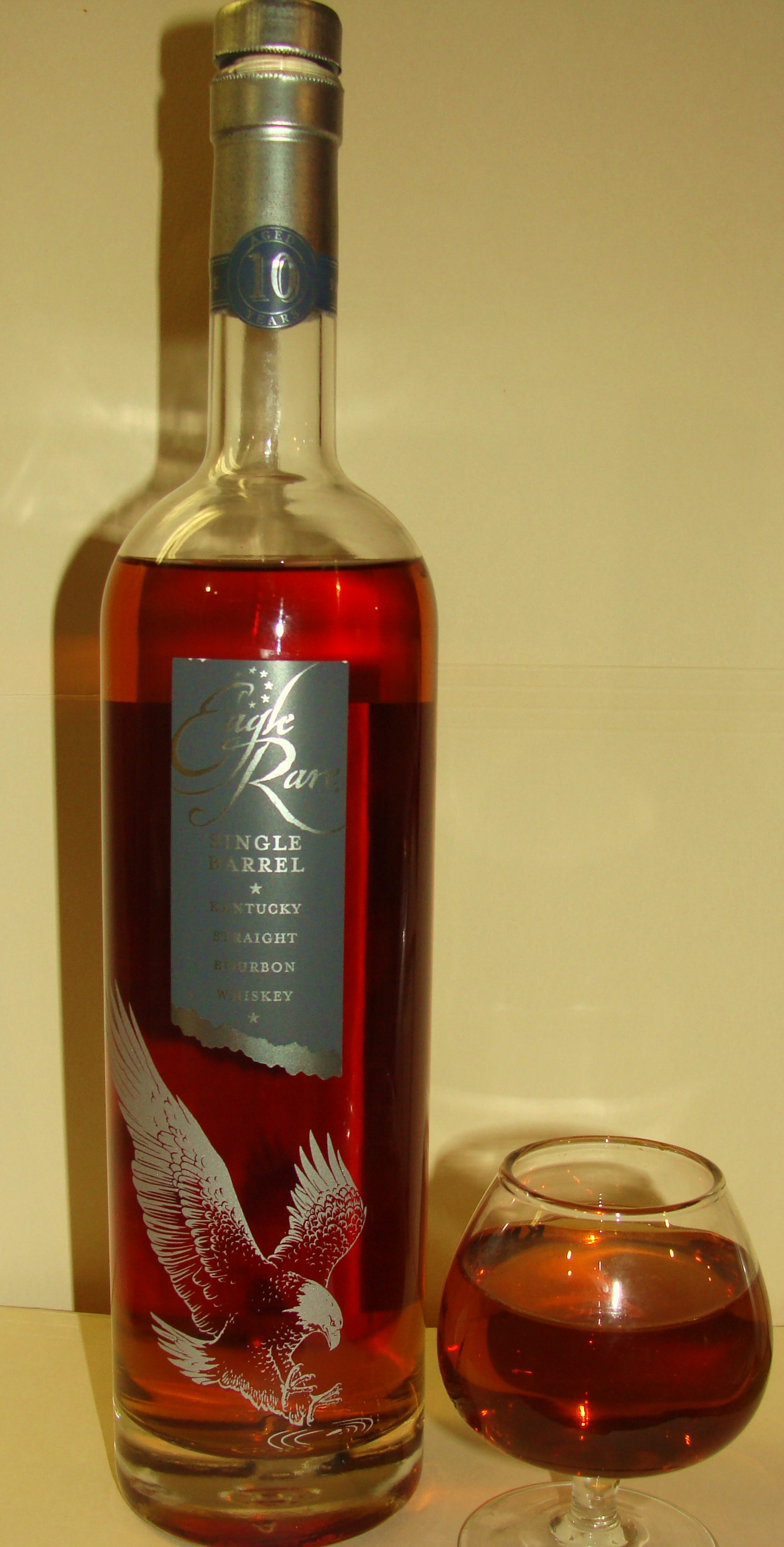
Eagle Rare
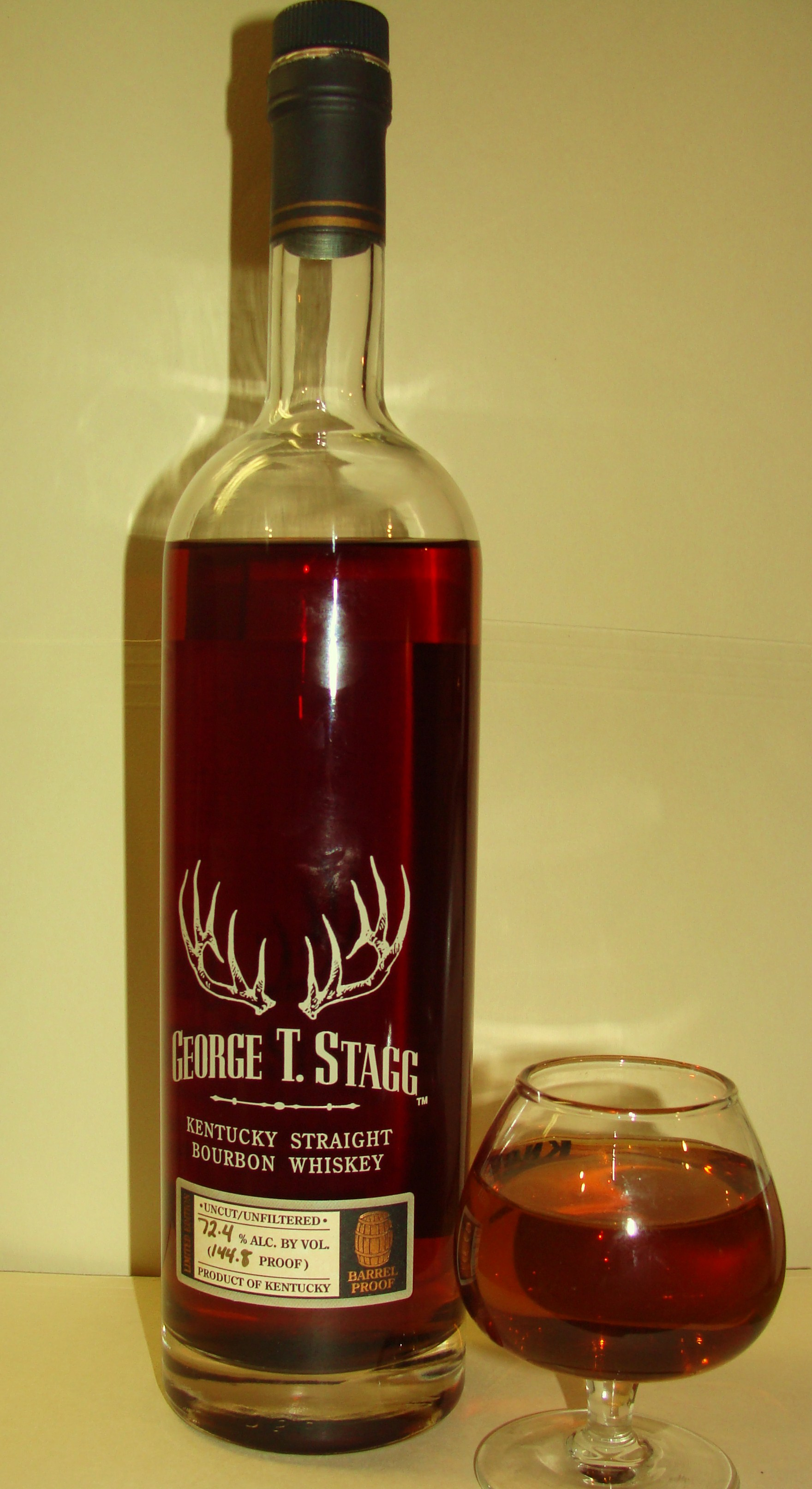
George T. Stagg
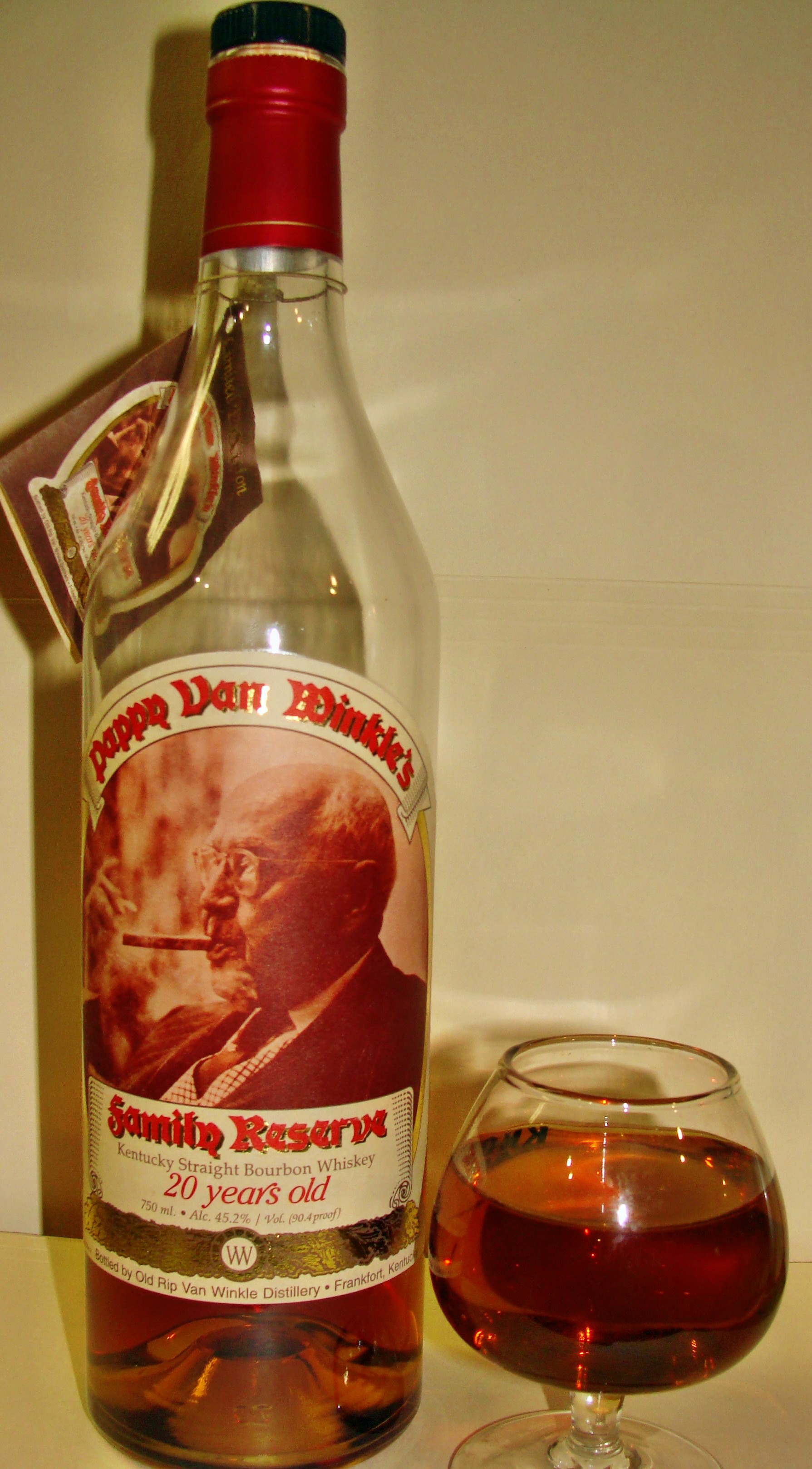
Pappy Van Winkle
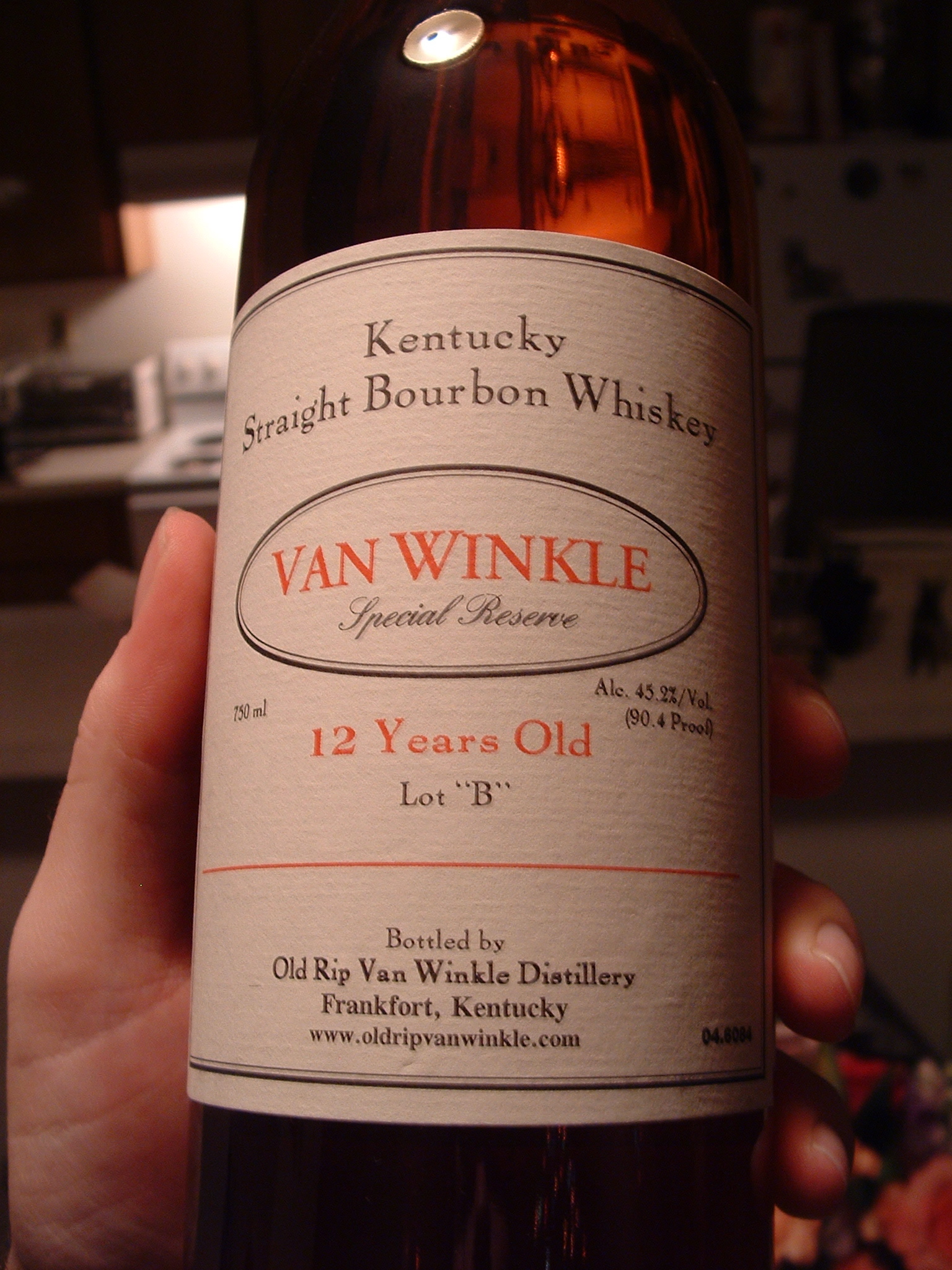
Old Rip Van Winkle
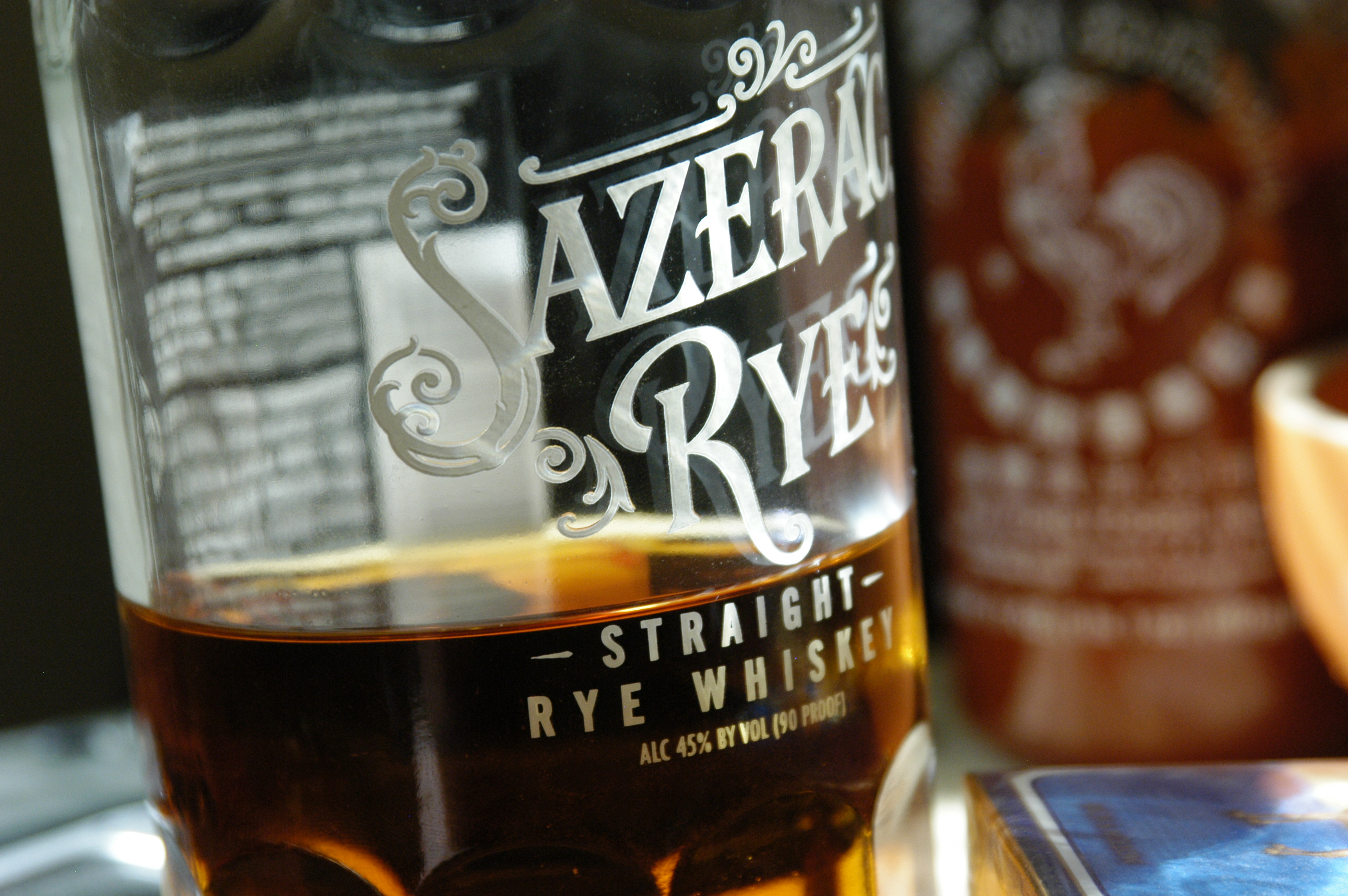
Sazerac Rye

Buffalo Trace produziert eine ganze Reihe verschiedener Whiskeys, von preiswerter Ware für Supermärkte wie Ancient Age und McAfee’s Benchmark bis hin zu einer ganzen Reihe hochpreisiger Premium-Whiskeys, die regelmäßig Preise gewinnen. Dabei produziert Buffalo Trace sowohl für eigene Marken, wie auch für Fremdhersteller. Der als teuerster Bourbon der Welt geltende Pappy van Winkle Family Reserve wird beispielsweise in Buffalo Trace für die Van-Winkle-Familie produziert. Auch brennt Buffalo Trace den ersten Brand für die Whiskeys der A. Smith Bowman Brennerei in Virginia. Buffalo Trace produziert seinen Whiskey aus mehreren verschiedenen Grundmaischen, die jeweils entweder mais- oder roggenlastiger sind. Die Lagerzeiten liegen zwischen vier Jahren und 23 Jahren. Zu den bekanntesten Rye Whiskeys von Buffalo Trace gehört der Sazerac Rye.
Neben dem namensgebenden Buffalo Trace Whiskey und dem Blanton’s gehört auch Ancient Age Whiskey zum Sortiment der Brennerei. Andere Marken sind Eagle Rare Single Barrel, Elmer T. Lee Single Barrel, George T. Stagg, Hancock’s Presidents Reserve, McAfee’s Benchmark, Old Charter, Proprietor’s Reserve, Rock Hill Farms Single Barrel und W. L. Weller. Buffalo Trace betreibt die „Experimental Collection“-Whiskeys von denen jeweils nur ein Fass hergestellt und eventuell vertrieben wird. Bei Erfolg wird die Sorte eventuell in das Standardprogramm aufgenommen. Derzeit hat Buffalo Trace etwa 2000 dieser Experimentierfässer.
Bis 1958 produzierte Buffalo Trace auch den George Dickel Tennessee Whiskey, da in Tennessee selbst noch im entsprechenden County Prohibition herrschte. Auf dem Destilleriegelände befand sich deswegen auch eine Anlage, in der der Lincoln County Process, eine Filtrierung durch Holzkohle, vollzogen werden konnte.
Neben Whiskey stellt Buffalo Trace auch Bitters und Wodka her.